# Endectyon
Endectyon is een geslacht van sponsdieren uit de klasse van de Demospongiae (gewone sponzen).

## Soorten
- Endectyon (Endectyon) delaubenfelsi Burton, 1930
- Endectyon (Endectyon) elyakovi Hooper, 1991
- Endectyon (Endectyon) fruticosum (Dendy, 1887)
- Endectyon (Endectyon) hornelli (Dendy, 1905)
- Endectyon (Endectyon) lacazei (Topsent, 1892)
- Endectyon (Endectyon) lamellosum Thomas, 1976
- Endectyon (Endectyon) multidentatum (Burton, 1948)
- Endectyon (Endectyon) pearsi (Wells, Wells & Gray, 1960)
- Endectyon (Endectyon) pilosus (Vacelet, 1961)
- Endectyon (Endectyon) tenax (Schmidt, 1870)
- Endectyon (Endectyon) thurstoni (Dendy, 1887)
- Endectyon (Hemectyon) hamatum (Schmidt, 1870)
- Endectyon aculeata Topsent, 1936 non Bowerbank, 1866
- Endectyon gorgonioides (Kirkpatrick, 1903)
- Endectyon xerampelinum (Lamarck, 1814)